# 日本ソーシャルワーカー連盟
日本ソーシャルワーカー連盟（にほんそーしゃるわーかーれんめい 英名：Japanese Federation of Social Workers）は、日本のソーシャルワーカーの職能組織である。日本における代表的なソーシャルワーカーの団体として国際ソーシャルワーカー連盟（英語版wiki：en:International Federation of Social Workers）に加盟している。

## 概要
構成4団体（日本社会福祉士会、日本精神保健福祉士協会、日本医療ソーシャルワーカー協会、日本ソーシャルワーカー協会）の連絡会として活動する。また国際ソーシャルワーカー連盟に対する日本のカウンターパート団体としての機能も有する。日本のソーシャルワーカー団体の総意として共同声明を出すこともある。連盟の事務局は会則第13条に基づき、会長が所属する会（公益社団法人日本医療ソーシャルワーカー協会）が担当している。

## 歴史
1958年に第9回国際社会福祉会議及び国際ソーシャルワーカー連盟（IFSW）総会が東京で開催。この時、日本にソーシャルワーク専門職の組織を設立することが要請された。2年後の1960年に日本ソーシャルワーカー協会が結成された。国際社会福祉会議での要請を受けて日本ソーシャルワーカー協会がIFSWに加入。
1997年には社会福祉専門職連絡会に加入していた日本精神保健福祉士協会と日本医療社会事業協会、日本社会福祉士会の3団体が日本ソーシャルワーカー協会と共に「国際ソーシャルワーカー連盟加盟のための日本国調整団体」を結成。1998年にイスラエルでのIFSW総会で日本の組織の加入承認がなされる。2002年に「社会福祉専門職団体協議会」（社専協）と改称し、2016年に「日本ソーシャルワーカー連盟」に更に改称される。
なお、日本ソーシャルワーカー協会は国際ソーシャルワーカー連盟のカウンターパートとしての機能を日本ソーシャルワーカー連盟に引継ぎ、現在は日本国内のソーシャルワーカーの団体になっている。

## 倫理要綱
2005年1月に社会福祉専門職団体協議会代表者会議で制定された「ソーシャルワーカーの倫理綱領」が存在する。2020年6月には日本ソーシャルワーカー連盟代表者会議で改定された。この倫理要綱は国際ソーシャルワーカー連盟と国際ソーシャルワーク教育学校連盟が2014年7月に採択した「ソーシャルワーク専門職のグローバル定義」を日本ソーシャルワーカー連盟が承認して、それを前提に、日本ソーシャルワーカー連盟加盟団体の共通倫理要綱として認められている。

## 関連組織
- 国際ソーシャルワーカー連盟（英語版wiki：en:International Federation of Social Workers）

構成団体
- - 公益社団法人日本社会福祉士会
  - 公益社団法人日本精神保健福祉士協会
  - 公益社団法人日本医療ソーシャルワーカー協会
  - 特定非営利活動法人日本ソーシャルワーカー協会

そのほかの関連組織
- - 一般社団法人日本ソーシャルワーク教育学校連盟
  - 日本ソーシャルワーク学会
  - 日本社会福祉学会
  - 日本保健医療社会福祉学会
  - 日本スクールソーシャルワーク協会
  - 日本聴覚障害ソーシャルワーカー協会
  - 救急認定ソーシャルワーカー認定機構
  - 社会福祉法人全国社会福祉協議会
  - 公益社団法人日本介護福祉士会
  - 日本介護支援専門員協会
  - 地域共生社会推進に向けての福祉専門職支援議員連盟

## 出展・脚注
1. ↑  日本ソーシャルワーカー連盟設立までの経緯（日本ソーシャルワーカー連盟公式サイト）2021年9月閲覧。
2. ↑  日本ソーシャルワーカー協会 沿革 （日本ソーシャルワーカー協会公式サイト 2021年9月閲覧）
3. ↑  ソーシャルワーカーの倫理綱領 日本ソーシャルワーカー連盟公式サイト（2020年6月制定）